# Nesrin Nas
Nesrin Nas (ur. 1958 w m. Bünyan w prowincji Kayseri) – turecka polityk, ekonomistka i nauczycielka akademicka, deputowana, w latach 2003–2005 przewodnicząca Partii Ojczyźnianej (ANAP).

## Życiorys
Absolwentka wydziału ekonomii i nauk administracyjnych na Uniwersytecie Marmara w Stambule. Kształciła się następnie w Anglii w zakresie międzynarodowych rynków. Doktoryzowała się później na wydziale ekonomii Uniwersytetu Stambulskiego. Pracowała jako nauczycielka akademicka na macierzystej uczelni. Była konsultantką do spraw ekonomicznych w gazecie „Dünya”, a także przedstawicielką różnych tureckich instytucji finansowych. Była też doradczynią w działającej przy urzędzie premiera radzie rynków kapitałowych. Działała w liberalnym ugrupowaniu Yeni Demokrasi Hareketi, później dołączyła do Partii Ojczyźnianej. Z jej ramienia w latach 1999–2002 sprawowała mandat posłanki do Wielkiego Zgromadzenia Narodowego Turcji. W 2003 zastąpiła Alego Talipa Özdemira na stanowisku przewodniczącego swojej partii. Kierowała nią do 2005, gdy na czele ugrupowania stanął Erkan Mumcu.